# Cirrus floccus
Il cirrus floccus (abbreviazione Ci flo) è una delle specie in cui possono presentarsi le nubi del tipo cirro, che si formano ad altitudini piuttosto elevate.

## Caratteristiche
Il cirrus floccus si presenta come ciuffi di nubi con una base piuttosto frastagliata. Le nubi non sono portatrici di precipitazioni, anche se occasionalmente possono avere come caratteristica accessoria la presenza di virghe.
I singoli ciuffi che compongono le nubi di cirrus floccus sono in genere distinti e separati gli uni dagli altri. Al momento della formazione le nubi appaiono di colore bianco brillante e possono essere scambiate per un altocumulo; dopo alcuni minuti però, la brillantezza tende a sbiadire indicando che esse sono costituite di ghiaccio puro e si trovano perciò ad una quota più elevata.